# برندی
برَندی، (به انگلیسی: Brandy) یا براندی، (به فرانسوی: Brandy) عرق شراب است که هنوز طعم میوه اصلی سازنده شراب را از دست نداده‌است. برندی کوتاه‌شده عبارت Brandywine و گرفته‌شده از واژه هلندی brandewijn به‌معنای شراب سوخته است. مقدار الکل آن ۴۰ تا ۶۰ درصد اتانول است و بیش‌تر به‌عنوان نوشیدنی پس از شام صرف می‌شود.

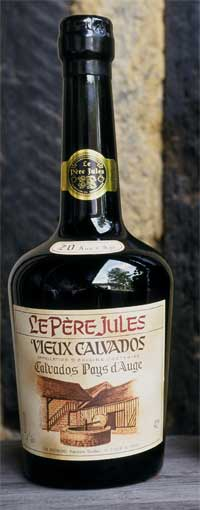
بطری کالوادوس، برندی فرانسوی ساخته شده از میوه سیب

این مشروب از تقطیر شراب یا تفاله بازمانده از آب‌گیری انگور به‌دست آمده و سپس در بشکه‌های چوبی برای مدتی نگه داشته شده تا رنگ قهوه‌ای به‌خود بگیرد. گاهی برای تغییر رنگ محصول نهایی و برای صرفه‌جویی در زمان کهنه کردن به آن کارامل اضافه می‌کنند،

## تاریخچه
خاستگاه برندی به درستی مشخص نیست. بی‌گمان پیشینه آن با تاریخچه تقطیر در پیوند است. برندی در سده دوازدهم میلادی وجود داشته‌است ولی تا سده پانزدهم رواج نیافته بود.
عرق‌گیری از شراب با حفظ طعم آن میوه را برندی می‌نامند. هنر مشروب‌سازی واقعی ساخت برندی خوب است. از تمام میوه‌های تازه که از آن شراب گرفته باشند امکان تهیه برندی هست. به زبان دیگر عرق‌گیری از شراب میوه تازه را با کمی صبر و حوصله و تکنیک برندی می‌نامند. برندی برای اولین بار در فرانسه و با نام eau de vie یا آب حیات تولید شد. ریشه این واژه از لغت هلندی brandewijn به‌معنای سوزاننده یا شراب سوزان آمده‌است. برندی را معمولاً از شراب ترش و تند تهیه می‌کنند و مثل معروفی هست که بدترین شراب، بهترین برندی را می‌سازد. این مشروب را معمولاً بعد از شام و با گیلاس (جام) کوچک (شات) با ظاهری لاله‌ای شکل سرو می‌کنند. درجه الکلی آن بستگی به ویژگی و تمایل تهیه‌کننده داشته و بین ۳۰٪ تا ۵۰٪ است. هر چه درجه الکلی برندی بالا رود، طعم میوه کم‌تر می‌شود و بالعکس.

### انواع برندی در جهان نام ویژه خود را دارند
- کنیاک: برندی انگور ویژه‌ای در غرب فرانسه به‌نام کنیاک است و با نام‌های گوناگون تولید می‌شود.[۱]
- آرمانیاک: برندی انگور ناحیه‌ای در جنوب فرانسه به‌نام منطقهٔ آرمانیاک است.[۷]
- آرارات: برندی ساخت کشور ارمنستان که از سال ۱۸۸۰ میلادی در حال تولید است.
- کالوادوس: برندی سیب از ناحیه‌ای در نرماندی.
- اپل‌جک: برندی آمریکایی سیب.
- پیسکو: برندی قوی و بی‌رنگی است که از انگور در کشورهای شیلی و پرو تهیه می‌شود.[۸]
- متاکسا: برندی انگور یونانی.
- شلوُ ویتزا: برندی آلوسیاه در کرووات.

### چند اصطلاح و علامت مفید در مورد شناخت برندی
V.S. = حداقل زمان کهنگی برندی در یک آمیزه (جا افتادن) سه سال است که به آن سه ستاره هم می‌گویند.
V.S.O.P. = جااُفتادگی پنج ساله یا پنج ستاره.
X.O. = حداقل شش ساله یا بیش‌تر.